# Ephemere

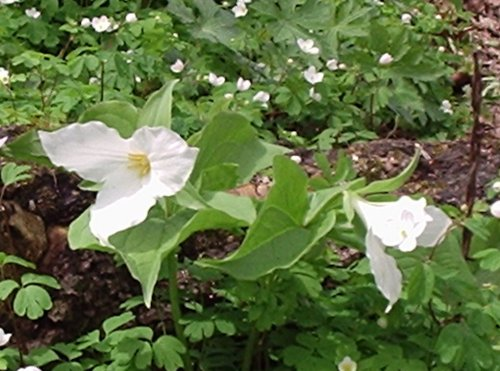
Beispiel einer Ephemere: Die Großblütige Waldlilie

In der Botanik sind Ephemere (von altgriechisch ἐφήμερος ephēmeros „nur einen Tag lang dauernd, vergänglich“; davon deutsch ephemer mit der Bedeutung ‚flüchtig, vergänglich‘) einjährige Pflanzen, die innerhalb einer sehr kurzen Vegetationsperiode als hapaxanthe Pflanze nur einmal Blüten tragen und als semelpare einmal Früchte bilden sowie danach absterben. Ihr Auftreten ist oft an Jahre mit überdurchschnittlich viel Regen gebunden. Zu den Ephemeren zählen beispielsweise Therophyten und einige Moose.
In Anlehnung an diese kurzlebige Erscheinung werden als Ephemeroide auch Frühlingsgeophyten bezeichnet, die sich durch eine ebenso kurze Vegetationszeit wie die Ephemeren auszeichnen, jedoch ausdauernde Arten mit unterirdischen Speicherorganen sind. Sie verhalten sich ökologisch ähnlich und besitzen fast denselben Entwicklungsrhythmus.
Davon zu unterscheiden sind Ephemerophyten als Pflanzen aus fremden Florenreichen, die kurzzeitig verwildern, aber sich langfristig nicht fortpflanzen und somit nicht zu Neophyten werden.